# Anna Malvica
Anna Malvica, nome d’arte di Anna Maria Bolignari (Roma, 28 dicembre 1941), è un'attrice e cantante italiana.

## Biografia
Dopo aver conseguito il diploma magistrale nel 1958, nel 1964 si diploma all'Accademia nazionale d'arte drammatica, debuttando nel 1965 al Teatro Palazzo Durini di Milano con Giovanni Poli, maestro della Commedia dell'arte.
Nel 1978 l'incontro con Tony Cucchiara e il Teatro Stabile di Catania danno la svolta alla sua carriera, portandone in risalto le qualità canore.
Da allora ad oggi, dopo un lungo percorso professionale presso i più importanti teatri stabili italiani, recita al Teatro Stabile di Catania, dove insegna anche dizione e recitazione.
Nel corso della sua carriera è stata inoltre diretta da grandi registi come Orazio Costa Giovangigli, Giorgio Strehler, Mauro Bolognini, Giancarlo Cobelli, Massimo Castri, Lamberto Puggelli, Roberto Guicciardini, Filippo Crivelli, Armando Pugliese, Lluís Pasqual e Turi Ferro, con cui ha condiviso la scena da coprotagonista.

## Filmografia

### Cinema
- Decamerone '300, regia di Renato Savino (1972)
- Kaos, regia di Paolo e Vittorio Taviani (1984)
- Popcorn e patatine, regia di Mariano Laurenti (1985)
- Simple Women (2019)
- Per un pugno di like, regia di Federica D'Ignoti (2020)
- Psychedelic, regia di Davide Cosco (2021)
- Il principe di Roma, regia di Edoardo Falcone (2021)

### Televisione
- Vita col padre, regia di Sandro Bolchi (1969)
- I siciliani (1983)
- Il bell'Antonio (2005)
- Il boss del teatro - 1ª puntata (2018)
- Il Sospetto di Giorgio Amato (2021)

## Teatro
- La commedia degli Zanni (1965)
- L'amore delle tre melarance (1966)
- Manfredi (1966)
- I sette a Tebe (1966)
- Amo così la vita (1967)
- La dodicesima notte (1967)
- Elettra (1968)
- Lutero (1968)
- Vita col padre (1968)
- Peer Gynt (1969)
- Il vento e i giorni (1970)
- Santa Giovanna dei Macelli (1970)
- Jacques o la sottomission (1971)
- Gli innamorati (1971)
- Nozze di sangue (1971)
- Morte di Danton (1972)
- L'eredità dello zio canonico (1972)
- La pazza di Chaillot (1973)
- La figlia di Jorio (1973)
- Le troiane (1974)
- San Giovanni decollato (2002)
- L'aria del continente (2003)
- Il comico e la spalla (2004)
- La casa di Bernarda Alba, regia di Lluís Pasqual (2011)
- I giganti della montagna, regia di Giuseppe Dipasquale (2012)
- Mamma randagia, regia di Thomas Otto Zinzi (2014 - 2015)
- Il berretto a sonagli, regia di Francesco Bellomo (2013 - 2019)
- Liolà, regia di Francesco Bellomo (2019 - 2020 Teatro Quirino)
- Io tango, Reading (2020)
- La peste ai tempi del Coronavirus, Reading (2020)

### Musical
- Pipino il breve (1978)
- La baronessa di Carini (1979)
- Caino e Abele (1979)
- Storie di periferia (1980)
- Stasera Musical (1981)
- Stasera Musical 2 (1982)
- Stracci (1983)
- La fanciulla che campava di vento (1984)
- Don Chisciotto di Girgenti (1990)
- Lisistrata (2000)
- Troglostory (2009-2010)